# Consell comunal de Sanem
El consell comunal de Sanem (francès: Conseil communal de Sanem) és el consell local de la comuna de Sanem, al sud-oest de Luxemburg.
És constituït per quinze membres, escollits cada sis anys mitjançant representació proporcional. Les darreres eleccions es van realitzar el 9 d'octubre de 2005, va donar lloc a um empat entre el Partit Popular Social Cristià (CSV) i el Partit Socialista dels Treballadors (LSAP). Al collège échevinal, van formar coalició el Partit Socialista dels Treballadors (LSAP) i Els Verds, sota el lideratge de l'alcalde Georges Enge del LSAP.
| Partit                                                       | Partit                                            | Escons | Regidors                                                                                 |
| ------------------------------------------------------------ | ------------------------------------------------- | ------ | ---------------------------------------------------------------------------------------- |
|                                                              | Partit Popular Social Cristià (CSV)               | 5      | Guy Anen, Mike Lorang, Nathalie Morgenthaler, Carine Reuter-Bauler, Fred Sunnen          |
|                                                              | Partit Socialista dels Treballadors (LSAP)        | 5      | Simone Asselborn-Bintz, Raymond Conter, Georges Engel, Marco Goelhausen, José Piscitelli |
|                                                              | Els Verds                                         | 3      | Myriam Cecchetti, Dagmar Reuter-Angelsberg, Robert Rings                                 |
|                                                              | Partit Reformista d'Alternativa Democràtica (ADR) | 1      | Nico Schroeder                                                                           |
|                                                              | Partit Democràtic (DP)                            | 1      | Armand Hoffmann                                                                          |
| Font:Commune of Sanem Arxivat 2007-07-22 a Wayback Machine.> |                                                   |        |                                                                                          |